# Hàm khối xác suất

Đồ thị của hàm khối xác suất. Mọi giá trị của hàm phải không âm và có tổng bằng 1.

Trong lý thuyết xác suất, hàm khối xác suất (probability mass function, viết tắt PMF) là một hàm số liên hệ với một biến ngẫu nhiên rời rạc. Hàm này cho ta biết xác suất để một biến ngẫu nhiên rời rạc {\displaystyle X} bằng với một giá trị {\displaystyle x} nào đó trong miền giá trị của nó.

## Mô tả toán học

Hàm khối xác suất của một con súc sắc chuẩn. Mọi mặt của con súc sắc đều có cơ hội xuất hiện ngang nhau khi ta thả con súc sắc.

Hàm khối xác suất của phân phối nhị thức với các tham số khác nhau. Đường thẳng nối các chấm nhằm mục đích minh họa.

Giả sử {\displaystyle X:\Omega \to D} là một biến ngẫu nhiên rời rạc, tương ứng với mỗi {\displaystyle \omega \in \Omega } với một giá trị {\displaystyle X(\omega )} trong tập rời rạc {\displaystyle D} (nghĩa là tập này có hữu hạn hoặc vô hạn đếm được các phần tử).
Người ta quan tâm đến xác suất để biến ngẫu nhiên đó nhận tương ứng từng giá trị {\displaystyle x\in D}, hay {\displaystyle \mathbf {P} (X=x)}. Người ta đặt tên cho tương ứng xác suất này là hàm khối xác suất, kí hiệu {\displaystyle p_{X}(x)=\mathbf {P} (X=x)} với mỗi  {\displaystyle x\in D}. Có thể mở rộng hàm này trên toàn tập số thực như sau
{\displaystyle p_{X}(x)={\begin{cases}\mathbf {P} (X=x),&x\in D,\\0,&x\in \mathbb {R} \backslash D.\end{cases}}}

## Ví dụ
Giả sử {\displaystyle X} là đầu ra của phép thử gieo 1 đồng xu đồng chất, gán giá trị 0 cho mặt sấp và 1 cho mặt ngửa. Xác suất mà {\displaystyle X=x} là {\displaystyle 1/2} trên với mỗi {\displaystyle x\in \{0,1\}}. Biến ngẫu nhiên rời rạc {\displaystyle X} này có phân phối Bernoulli {\displaystyle {\text{Bernoulli}}(1/2)}, và nó có hàm khối xác suất là
{\displaystyle p_{X}(x)={\begin{cases}{\frac {1}{2}},&x\in \{0,1\},\\0,&x\in \mathbb {R} \backslash \{0,1\}.\end{cases}}}

## Tính chất
Vì hàm khối xác suất cũng là một xác suất, nó phải thỏa mãn
1. {\displaystyle 0\leq p_{X}(x)\leq 1,\ \,\forall x\in D}
2. {\displaystyle \sum _{x\in D}{p_{X}}(x)=1.}